# Notre Dame (ort i Mauritius)
Notre Dame är en ort i Mauritius.   Den ligger i distriktet Pamplemousses, i den västra delen av landet, 6 km öster om huvudstaden Port Louis. Notre Dame ligger 111 meter över havet och antalet invånare är 3 959. Den ligger på ön Mauritius.
Terrängen runt Notre Dame är kuperad åt sydost, men åt nordväst är den platt. Runt Notre Dame är det tätbefolkat, med 411 invånare per kvadratkilometer. Närmaste större samhälle är Port Louis, 6,1 km väster om Notre Dame. Trakten runt Notre Dame består till största delen av jordbruksmark.